# Rudi Seidel

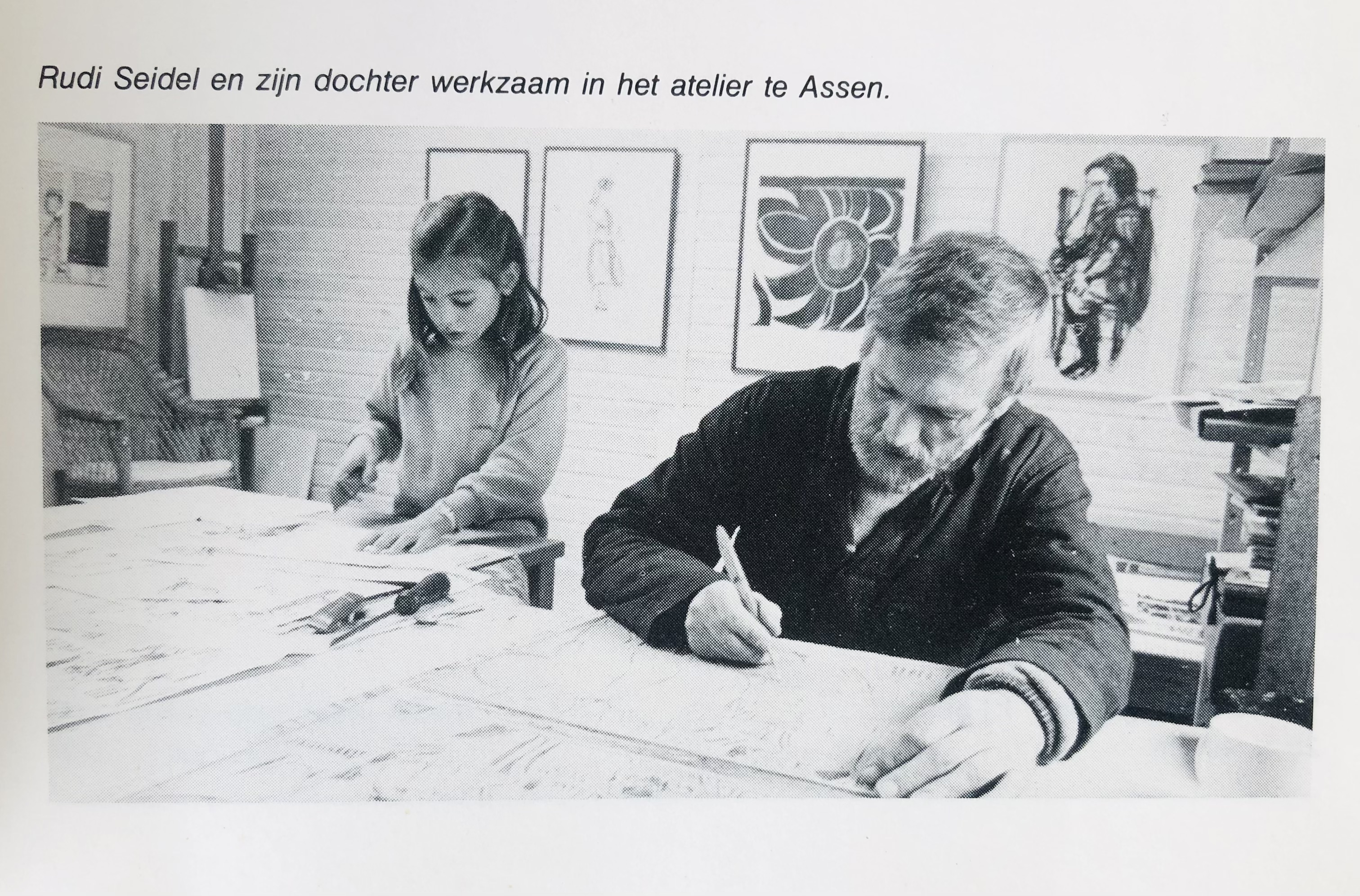
Beeldend kunstenaar en graficus Rudi Seidel in het Atelier

Arthur Rudolph (Rudi) Seidel (Groningen, 1938 - Loon, 2022) was graficus en kunstschilder.

## Levensloop
Seidel was een zoon van Hans Seidel en Käthe Niesschen. Hij had twee broers, Bob en Paul Seidel. Zijn broer Paul was tevens kunstenaar en stond bekend onder de naam Marcus Delanjo. Vanaf zijn jeugd was Seidel woonachtig in Assen.
Omdat men in hem een natuurtalent zag, werd Seidel meteen en zonder toelatingsexamen aangenomen op de Academie Minerva te Groningen. Daar kreeg hij les van onder anderen Evert Musch en Nico Bulder. Zij adviseerden hem de Vrije Kunst in te gaan. Na bemiddeling van de toenmalig directeur Helbers van het Drents Museum, startte Seidel aan de Vrije Academie te Den Haag. Grotendeels autodidact ontwikkelde Seidel een expressieve, figuratieve vormgeving, met een heel duidelijk eigen gezicht.
Seidel tekende, schilderde en maakte houtsneden. Daarnaast maakte hij ook politiek geïnspireerde werken, waaronder in 1980 een twintigtal werken naar aanleiding van diverse demonstraties. Zijn werk werd aangekocht door musea over de hele wereld, en hij verkocht en exposeerde door het hele land. Hij ontving meerdere reisbeurzen van onder andere het Prins Bernard Cultuur Fonds en heeft deze reizen altijd uitgewerkt en verbeeld na afloop.
In de jaren zeventig was hij samen met Toon Wegner de spil van het actiecollectief BBK in Drenthe. Ze maakten diverse politiek geïnspireerde affiches. Ze illustreerden ook samen het zilveren visje: volledig gekalligrafeerd door Seidel en aangevuld met de houtsneden.
Ook maakte Seidel een serie van 33 Bijbelse prenten en schonk deze destijds aan het Bijbels Museum te Amsterdam. Seidel maakte diverse studiereizen naar onder andere Rusland, Polen, Zuid-China, Spanje, Oostenrijk, Oost-Duitsland, Oekraïne en Joegoslavië.
Hij was een periode lid van het Drents schildergenootschap (1954). Hij had zeer nauw en goed contact met wijlen beeldend kunstenaar Erasmus Bernhard van Dulmen Krumpelman uit Zeegse. Verder maakte Seidel op verzoek geboorte-, trouw- en rouwkaarten, gaf kalligrafie lessen en tevens verschenen er enkele boeken. Hij kreeg een grote overzichtstentoonstelling in het Drents Museum te Assen. Daarnaast had hij regelmatig solo-exposities en exposeerde hij samen met onder anderen Von Dulmen Krumpelman, Braaksma, Toon Wegner en Joop Schuurhuis.
Samen met Ida Gerhardt werkte hij aan het boek Een goed aambeeld vreest de hamer niet.
- International Standard Name Identifier: 0000 0000 3787 9670
- Library of Congress Control Number: n99022894
- Nederlandse Thesaurus van Auteursnamen: 068633556
- RKD-Nederlands Instituut voor Kunstgeschiedenis: 71829
- Virtual International Authority File: 26393797
- WorldCat: E39PBJt43VJmy7F99Gx6qJmfMP